# Oranienburger Tor

För tunnelbanestationen, se Oranienburger Tor (Berlins tunnelbana).  

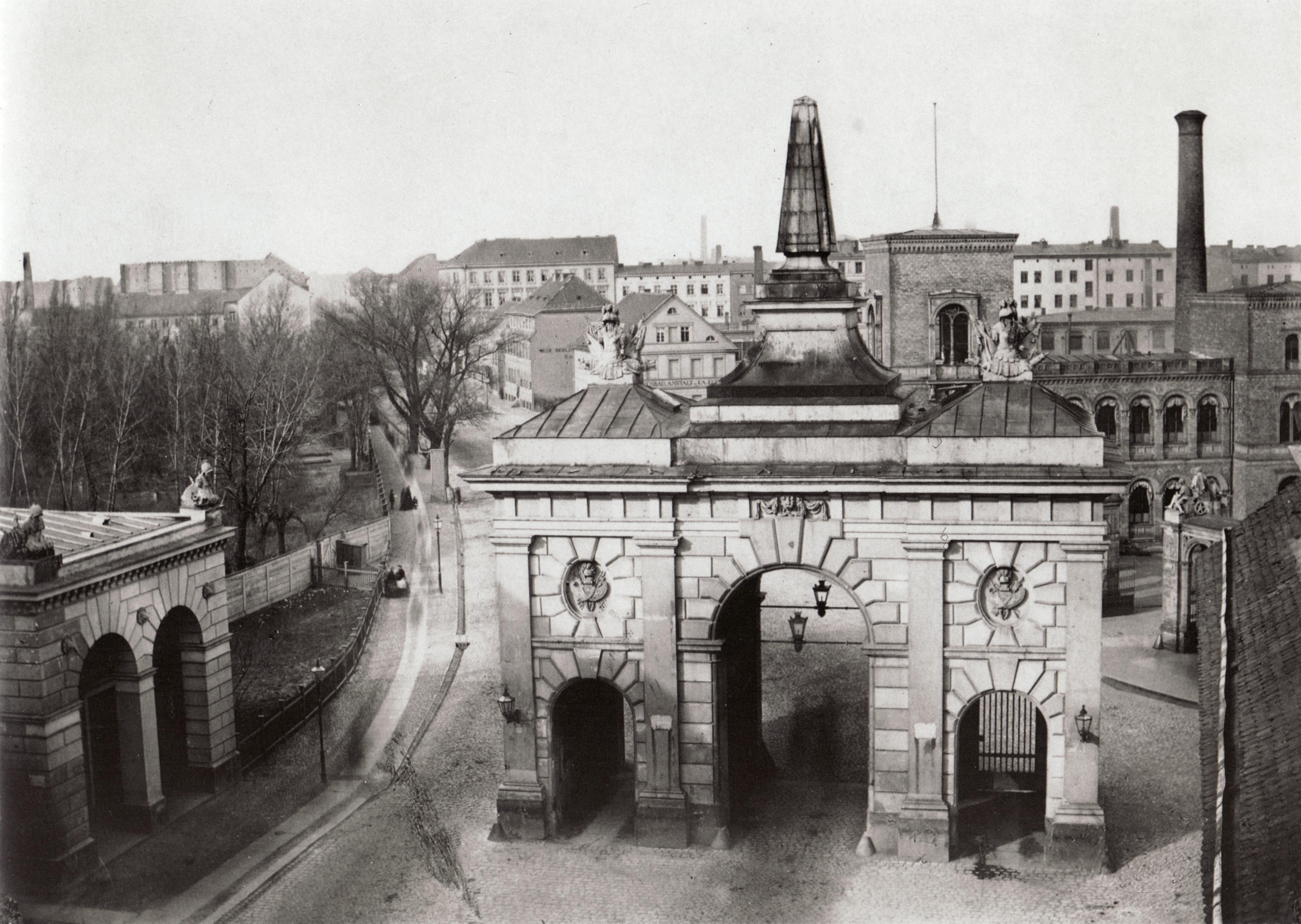
Oranienburger Tor, 1867. I bakgrunden Chausseestrasse och Borsigverkstäderna.

Oranienburger Tor var en av Berlins norra stadsportar i tullmuren, belägen vid den plats där Friedrichstrasse övergår i Chausseestrasse vid korsningen med Torstrasse/Hannoversche Strasse. Även om porten revs 1867 används namnet fortfarande idag om gatukorsningen som ligger på platsen. Namnet Oranienburger Tor kommer från staden Oranienburg norr om Berlin som landsvägen ledde mot. Porten utgjorde här gräns mellan stadsdelarna Spandauer Vorstadt innanför porten och Oranienburger Vorstadt utanför porten.
Porten låg ursprungligen i höjd med nuvarande Linienstrasse men flyttades senare till Torstrasse. Den ursprungliga portbyggnaden ersattes 1787–1788 med en mer anspråksfull stenport i form av en romersk triumfbåge, ritad av Carl von Gontard. Under 1800-talet kom området närmast utanför porten att utvecklas till ett industriområde för Berlins tunga industri. Triumfbågen revs 1867 i samband med att tullmuren spelat ut sin roll och för att ge plats åt den ökande trafiken. Albert Borsig, ägare till den närbelägna lokomotivfabriken Borsig, förvärvade delar av utsmyckningen i samband med rivningen och sandstensdekorationerna utsmyckar idag portalen till Borsigs herrgård i Gross Behnitz väster om Berlin.
Av de arton stadsportarna i tullmuren återstår idag endast Brandenburger Tor.